# Szlachta (adel)

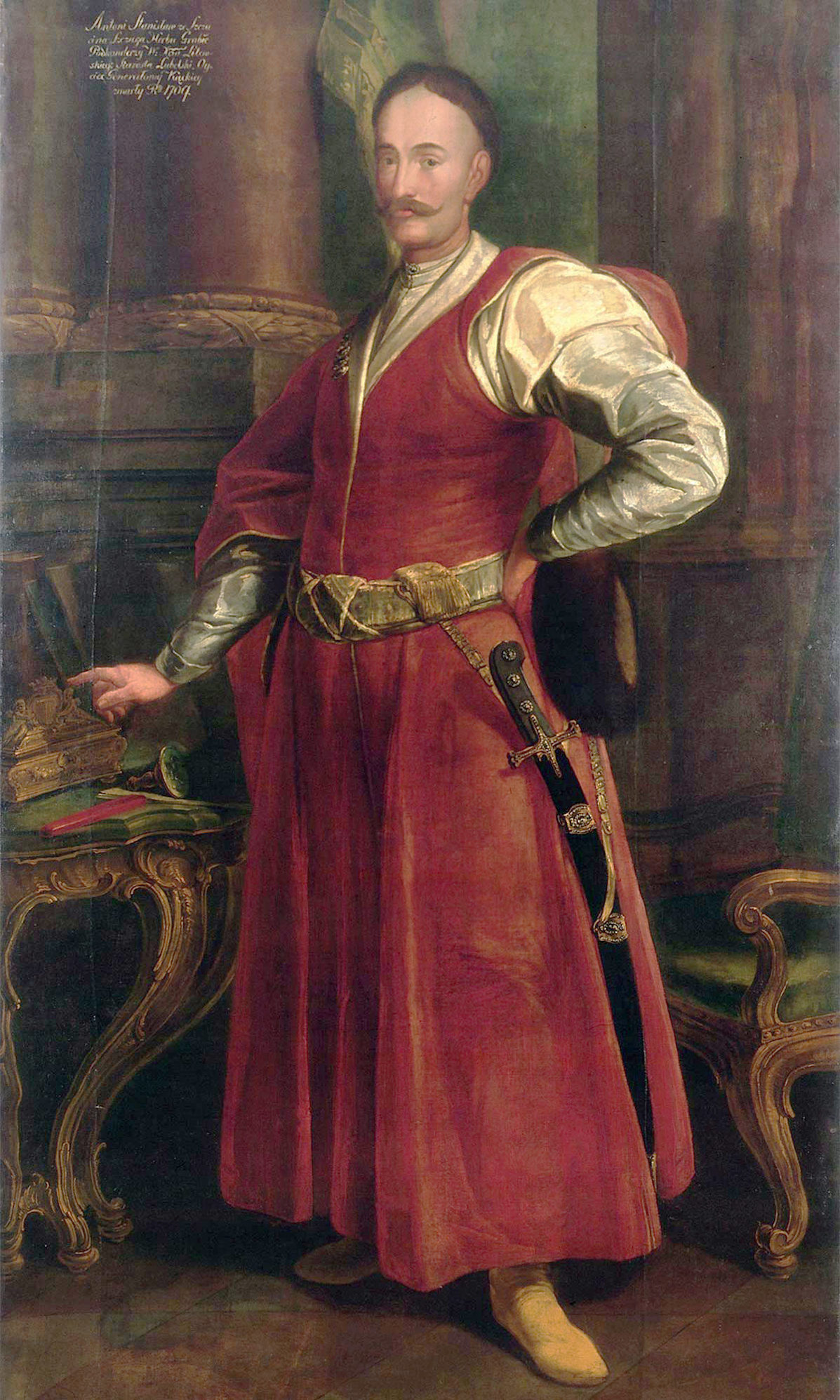
Stanisław Szczuka, een lid van de szlachta.

De szlachta is de naam die sinds 1572 aan de adel van het kieskoninkrijk Polen-Litouwen werd gegeven. Ongeveer 8% van de Pools-Litouwse bevolking behoorde tot deze zeer bevoorrechte adelstand, die zijn welvaart voornamelijk haalde uit de opbrengst van zijn landerijen.
Politiek gezien hadden deze edelen zeer veel macht. Polen-Litouwen was een kiesmonarchie (vergelijkbaar met het Heilige Roomse Rijk) waarbij de koning gekozen werd door de zogenaamde magnaten, de rijkste en machtigste leden van de Szlachta. Naast het verkiezen van de koning, zetelden deze edelen ook in de Sejm, het Pools-Litouwse parlement, bestaande uit twee huizen: het Lagerhuis (de regionale adelsparlementen) en het Hogerhuis (de 140 belangrijkste grootgrondbezitters). Omdat elk lid van de Sejm vetorecht had, werden de facto alleen unanieme beslissingen genomen. In Polen-Litouwen heette dit de Aurea Libertas (Gouden Vrijheid) met het liberum veto (vetorecht). Deze Nihil novi nisi commune consensu (Niets nieuws tenzij in consensus) leidde tot totale chaos en bestuurloosheid (de spreekwoordelijke "Poolse landdag") en uiteindelijk tot het einde van het koninkrijk.